# Advection agéostrophique
L’advection agéostrophique est l’advection produite par le vent agéostrophique.